# Relações entre Itália e Santa Sé
As relações entre Itália e Santa Sé são as relações bilaterais formalmente estabelecidas entre a República Italiana e a Santa Sé, entidade soberana que governa e administra a Cidade do Vaticano. 
As relações entre as duas partes foi formalmente estabelecida através do Tratado de Latrão em 1929, através do qual o governo italiano reconheceu formalmente a soberania do Vaticano como um enclave na região central de Roma, sua capital. Desta forma, a relação entre Itália e Santa Sé configura o único caso no mundo contemporâneo em que ambas as missões diplomáticas de representação estão acreditadas na mesma cidade.
Os Estados Papais, entidade predecessora da moderna Santa Sé, foi um dos Estados históricos da Península Itálica desde o século VIII. Como sede do Papado, o Vaticano manteve relações comerciais e políticas e trocas culturais profundas com os demais Estados vizinhos como Saboia, Veneza e Toscana, que tornaram-se eventualmente o embrião formador do moderno Reino de Itália, no século XIX.
Atualmente, ambas as partes mantêm uma relação diplomática concisa que se reflete em cooperação irrestrita na administração pública, infraestrutura e economia. Sendo o Vaticano e a Santa Sé vistos internacionalmente como uma parte intrínseca, apesar de soberana, do Estado italiano contemporâneo. 

## História
As relações com o Reino da Itália foram difíceis durante os papados de Pio IX e Leão XIII, que tiveram que suportar a condição de prisioneiro do Vaticano após a captura de Roma, recusando-se a reconhecer a Lei das Garantias. Leão XIII proibiu os cristãos de participarem nas eleições e acusou o Estado italiano de ser controlado pelos maçons.
Durante o governo de Pio XI, o Tratado de Latrão foi assinado, estabelecendo o Estado da Cidade do Vaticano e concedendo uma maior autonomia papal.
A nova República Italiana secular estabelecida em 1946 reconheceu a liberdade religiosa. No entanto, sob os papados de Pio XII e Paulo VI, os democratas-cristãos prosperaram e exerceram grande influência na política italiana, visando evitar que o Partido Comunista Italiano alcançasse o poder.

## Legações Diplomáticas ao Vaticano na Itália
Devido ao tamanho limitado do Estado da Cidade do Vaticano, as embaixadas credenciadas junto à Santa Sé estão sediadas na Itália. Funcionários das embaixadas de outros países também residem na Itália. Os tratados firmados entre a Itália e o Estado da Cidade do Vaticano permitem a presença dessas embaixadas. A Embaixada da Itália junto à Santa Sé é singular entre as embaixadas estrangeiras por estar localizada em seu próprio território de origem.
A Santa Sé mantém relações diplomáticas formais com 176 estados soberanos, a União Europeia e a Ordem de Malta. Das 69 missões diplomáticas acreditadas junto à Santa Sé, 69 estão situadas em Roma. No entanto, esses países têm duas embaixadas na mesma cidade, uma vez que, por acordo entre a Santa Sé e a Itália, a mesma pessoa não pode ser simultaneamente acreditada em ambas.
Isto é claramente demonstrado pelo facto de a Itália reconhecer a República Popular da China (RPC) e a Embaixada da RPC em Itália estar em Roma. No entanto, o Estado da Cidade do Vaticano reconhece a República da China (ROC, que controla Taiwan) e, como tal, a Embaixada da ROC junto à Santa Sé também está em Roma.
- Nunciatura Apostólica na Itália
- Tratado de Latrão
- Lista de missões diplomáticas na Itália
- Lista das missões diplomáticas da Itália
- Índice de artigos relacionados à Cidade do Vaticano
- Relações Santa Sé-União Europeia
- Financiamento público da Igreja Católica na Itália